# غزوة بني سليم

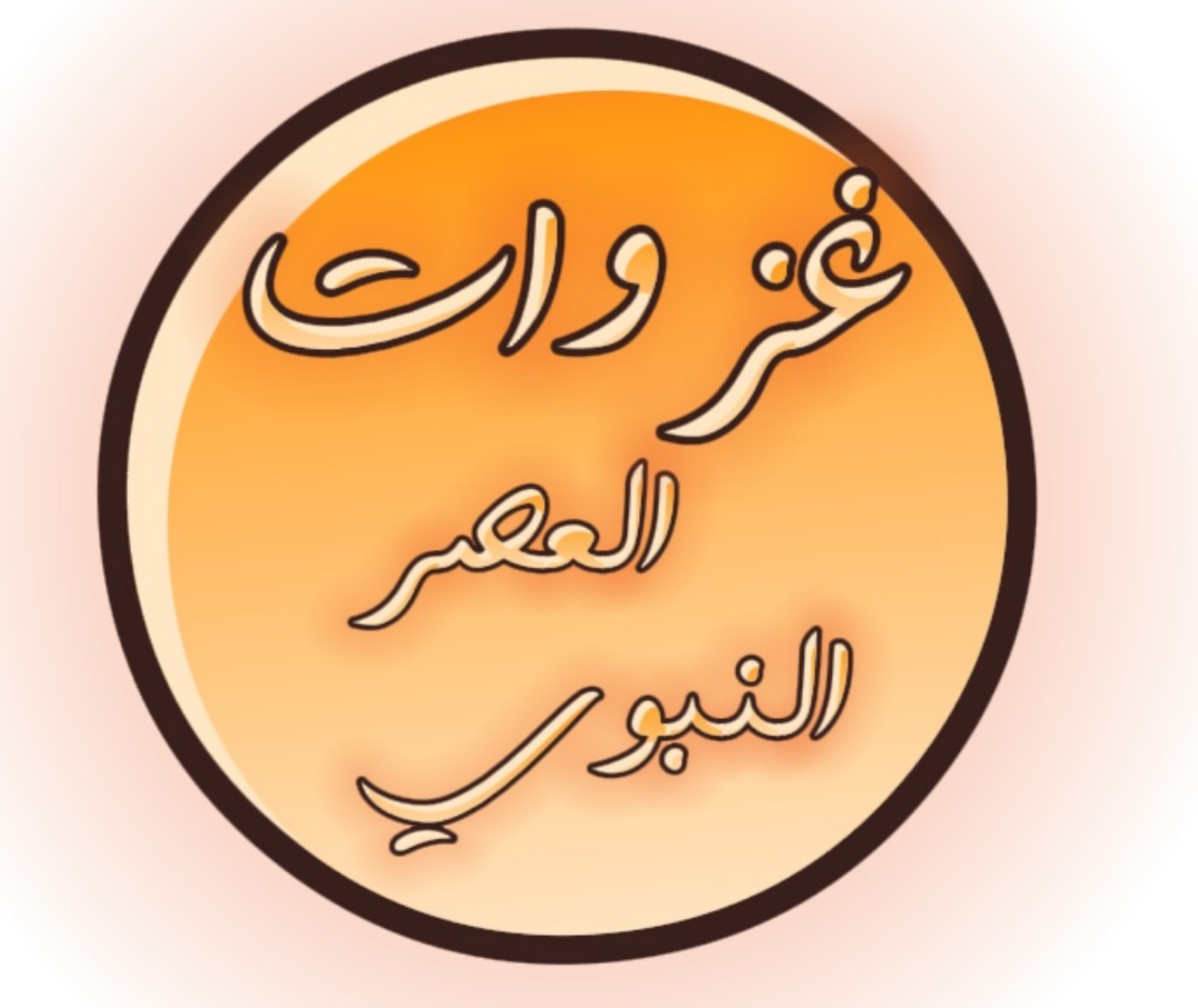
غزوات الرسول محمد

مَعرَكة بَنِي سُليم أو غَزْوَةُ بَنِي سُليم وقعت في الرابع والعشرين من رمضان في العام الثاني من الهجرة من معارك العصر النبوي التي قادها رسول الإسلام محمد بن عبد الله صلى الله عليه وسلم بعد فراغه بسبعة أيام من غزوة بدر الكبرى فمكث ثلاثا ثم رجع ولم يلق حربا وقد كان استخلف على المدينة سباع بن عرفطة وقيل عبد الله بن أم مكتوم.